# Karl-Heinz Haseloh

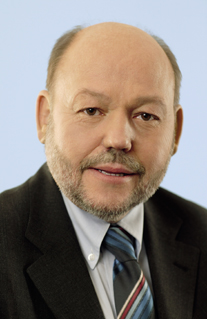
Karl-Heinz Haseloh

Karl-Heinz Haseloh (* 24. November 1946 in Eickhorst, Kreis Minden) ist ein deutscher Politiker und Diplom-Sozialwirt. Er war von 2000 bis 2010 Abgeordneter für die SPD im Landtag von Nordrhein-Westfalen.

## Leben
Nach Abschluss der Volksschule im Jahr 1961 absolvierte er eine Ausbildung zum Einzelhandelskaufmann und war von 1964 bis 1976 als kaufmännischer Angestellter tätig. Nach dem Erwerb der Hochschulreife auf dem zweiten Bildungsweg schloss sich von 1977 bis 1980 ein Studium der Wirtschafts- und Sozialwissenschaften an der Hochschule für Wirtschaft und Politik in Hamburg an.
Von 1980 bis 1991 war Haseloh Sozialreferent der Evangelischen Kirche von Westfalen für die Kirchenkreise Minden, Lübbecke und Vlotho. Von 1991 bis 2000 war er Geschäftsführer des SPD-Unterbezirks im Kreis Minden-Lübbecke.
Mitglied der SPD wurde er im Jahre 1975. Von 1982 bis 2000 war er Vorsitzender des SPD-Ortsvereins Eickhorst und von 1982 bis 1991 Mitglied im Vorstand des Unterbezirks Minden-Lübbecke der SPD. Von 1984 bis 1993 Sachkundiger Bürger im Kreistag Minden-Lübbecke, seit 1993 Kreistagsmitglied; hier seit 1994 SPD-Fraktionsgeschäftsführer. Von 1994 bis 1999 war Haseloh Mitglied der Landschaftsversammlung Westfalen-Lippe. Von 1972 bis 1980 Mitglied der Gewerkschaft IG Chemie, Papier, Keramik und seit 1980 Mitglied der ÖTV.
Von 2000 bis 2010 war er Abgeordneter des Landtags Nordrhein-Westfalen. Nachdem er im Jahre 2000 noch direkt im Landtagswahlkreis Minden-Lübbecke I gewählt worden war, zog er bei der Landtagswahl 2005 über die Reserveliste in den Landtag ein. Im Wahlkreis unterlag er gegen Friedhelm Ortgies (CDU). Im Landtag Nordrhein-Westfalen war Haseloh Mitglied im Ausschuss für Bauen und Verkehr und im Ausschuss für Generationen, Familie und Integration sowie stellvertretendes Mitglied im Ausschuss für Arbeit, Gesundheit und Soziales und im Ausschuss für Umwelt und Naturschutz, Landwirtschaft und Verbraucherschutz. Zur Landtagswahl in Nordrhein-Westfalen 2010 kandidierte er nicht erneut und schied damit aus dem Landtag aus.
Er ist verheiratet und hat zwei Kinder.